# Élections européennes de 1989 en Espagne
 (janvier 2019).
Si vous disposez d'ouvrages ou d'articles de référence ou si vous connaissez des sites web de qualité traitant du thème abordé ici, merci de compléter l'article en donnant les références utiles à sa vérifiabilité et en les liant à la section « Notes et références ».
Les élections européennes de 1989 eurent lieu en Espagne le 15 juin 1989, afin d'élire les 60 députés européens dans une circonscription unique et au suffrage universel proportionnel de liste, pour la législature 1989-1994.
| Parti | Parti                                    | Tête de liste          | %     | Élus |
| ----- | ---------------------------------------- | ---------------------- | ----- | ---- |
|       | Parti socialiste ouvrier espagnol (PSOE) | Fernando Morán         | 39,57 | 27   |
|       | Parti populaire (PP)                     | Marcelino Oreja        | 21,41 | 15   |
|       | Centre démocratique et social (CDS)      | José Ramón Caso        | 7,15  | 5    |
|       | Gauche unie (IU)                         | Fernando Perez Royo    | 6,06  | 4    |
|       | Convergence et Union (CiU)               | Carles Gasòliba        | 4,20  | 2    |
|       | Agrupación de Electores Ruiz-Mateos (HB) | José María Ruiz-Mateos | 3,84  | 2    |
|       | Coalition nationaliste                   | Jon Gangoiti           | 1,91  | 1    |
|       | Parti andalou (PA)                       | Pedro Pacheco          | 1,86  | 1    |
|       | Gauche des Peuples                       | Juan María Bandrés     | 1,83  | 1    |
|       | Herri Batasuna (HB)                      | Txema Montero          | 1,70  | 1    |
|       | Pour l'Europe des peuples                | Carlos Garaikoetxea    | 1,51  | 1    |